# Сверчок домовый
Сверчок домовый, или сверчок домашний (лат. Acheta domesticus) — вид прямокрылых насекомых из семейства сверчков. Космополитический и синантропный вид, родиной которого является Северная Африка и Дальний Восток. Сверчки часто селятся в жилищах людей, отапливаемых промышленных зданиях и теплоцентралях. В тёплое время года, с конца весны по начало осени, живут вне человеческих построек, с наступлением холодов, с конца осени, поселяются в постройках.

## Распространение
Распространён повсеместно. Широко распространён в Палеарктике. Из Европы был интродуцирован в Северную Америку. В Австралии обитает только в Аделаиде (в Южной Австралии), куда, вероятно, и был первоначально завезён.

## Описание
Длина тела имаго от 16 до 26 мм. Тело желтоватое с пёстрыми или мутно коричневыми пятнами и крапинками. На голове имеются три тёмные полосы. Яйцеклад у самки длинный (11—15 мм), церки длинные у обоих полов. Крылья хорошо развитые, используются для полётов. Яйца длиной 2,5 мм, беловато-жёлтые и имеют изогнутую форму в виде банана.

## Экология
Имаго и нимфы в природе питаются растительным материалом. В человеческих жилищах питаются домашней едой, особенно жидкостями. Домовые сверчки питаются также мелкими беспозвоночными и мягкими трупными тканями, также они способны к каннибализму, когда взрослые насекомые поедают кладки и молодняк.

### Сигналы
Сверчки известны своей способностью издавать характерные звуки. Этой способностью обладают только самцы. Начало „пения“ сверчков свидетельствует об их готовности к спариванию. Сигналы, издаваемые сверчками, могут быть трёх типов и служить соответственно для поиска самок, для ухаживания за самкой или для отпугивания других самцов, появляющихся вблизи пары, готовящейся к копуляции.
Самцы издают звуки, потирая стрекотательным канатиком у основания одного надкрылья о зубцы на поверхности другого. При поднимании вверх дрожащих оснований надкрыльев возникает резкое вибрирующее движение. Оно и является причиной возникновения звука.

## Развитие
Самки откладывают яйца летом по одному или маленькими кучками во влажные расщелины и трещины почвы. Одна самка за сезон откладывает от 40 до 179 яиц; при температуре 28 °C самка способна отложить до 725 яиц. Спустя 1—12 недель после кладки, в зависимости от температуры окружающей среды, из яиц появляются нимфы. Длительность развития яиц может варьировать от 35 дней при температуре 32 °C до 60 — при 27 °C. Нимфы проходят 9—11 стадий развития. Имаго, при температуре 27 °C, живут около 90 дней.

## Домовый сверчок и человек
В Северной Америке домовой сверчок используется человеком для наживки при ловле рыбы, в Азии — в качестве пищи, а также массово содержится и разводится в различных странах мира как живой корм для домашних животных, например, рептилий. Помет сверчков может использоваться как удобрение.

### Разведение
Разведение в домашних условиях в масштабах любительского хозяйства не представляет сложности. Для содержания в одном садке удобно использовать группы из одного-трёх самцов и пяти-пятнадцати самок (соотношение оптимально как 1:5). Самцы сверчков очень активны и при благоприятных условиях непрерывно привлекают самок и активно спариваются с ними. При большом числе взрослых самцов последние часто вступают в схватки, повреждая друг другу усики, лапки и крылья. Потеря даже одного крыла приводит к потере самцом возможности издавать звуки, что делает его непригодным для размножения: самкам такой самец неинтересен. 
Самки откладывают от 200 до 500 яиц, и делают это только при наличии влажного субстрата. Для кладки яиц в садок со сверчками ставится ёмкость с увлажнённым рыхлым грунтом, закрытая сверху проволочной сеткой с шириной ячейки не менее 2 мм. Сетка не позволяет сверчкам раскапывать субстрат и поедать яйца. При попытке отложить яйца в слишком плотный или сухой субстрат самки часто деформируют яйцеклад, что приводит к потере репродуктивности.
Яйца развиваются около 10 дней при температуре 25 °C, поэтому обычно для получения непрерывного выхода молоди ёмкости заменяют каждые пять-десять дней. После выхода молоди уход за ней не представляет сложности. Необходимо постоянное наличие достаточно мягкого белкового корма (желательно в отдельной кормушке с низкими бортами) и источника влаги (оптимальным образом подходит фитильная поилка). В зависимости от температуры цикл развития сверчков занимает от 40—45 до 60 и более дней. 
При пересыхании субстрата яйца могут погибнуть от обезвоживания, при этом они из белых становятся стекловидно-прозрачными. Самки при пересыхании субстрата часто откладывают яйца в поилке, что приводит к гибели кладки. При недостатке влаги молодь активно восполняет дефицит воды, поедая собственных сородичей.

### Употребление в пищу
В 2017 году американская газета The Wall Street Journal рассказала о компании из Техаса, выпустившей на американский рынок снэки из особым образом обжаренных целых сверчков с пятью разными вкусами: барбекю, сметана и лук, уксус и морская соль и др. Для производства используются сверчки вида Acheta domesticus. При этом снэки позиционируются как «насыщенные белком и экологичные». Одна упаковка содержит 150 ккал и 13 г белка. Выращиваются сверчки на специальной ферме. Сбор урожая предполагает помещение сверчков в морозильную камеру, чтобы вызвать у них «безмятежную смерть». После этого сверчков обжаривают в масле канолы с добавлением оливкового масла, чили, чесночного порошка и других специй.
В 2025 году, когда инфляция на базовые продукты питания в России превысила 20%, ученые Южно-Уральского государственного университета разработали и испекли новые сорта хлеба, содержащего в своем составе муку из водорослей, грибов и сверчков. За счет этих добавок хлеб, по уверениям авторов, содержит до шести раз больше белка и других полезных человеку веществ.